# Szveta
Szveta (macedónul: Света) település Észak-Macedóniában, a Pelagonijai körzet Demir Hiszar-i járásában.

## Népesség
| Lakosok száma | 557  | 608  | 545  | 590  | 480  | 403  | 332  | 258  |
|               | 1948 | 1953 | 1961 | 1971 | 1991 | 1994 | 2002 | 2021 |

- 2002-ben 332 lakosa volt, akik mindannyian macedónok.